# Rickenbacker

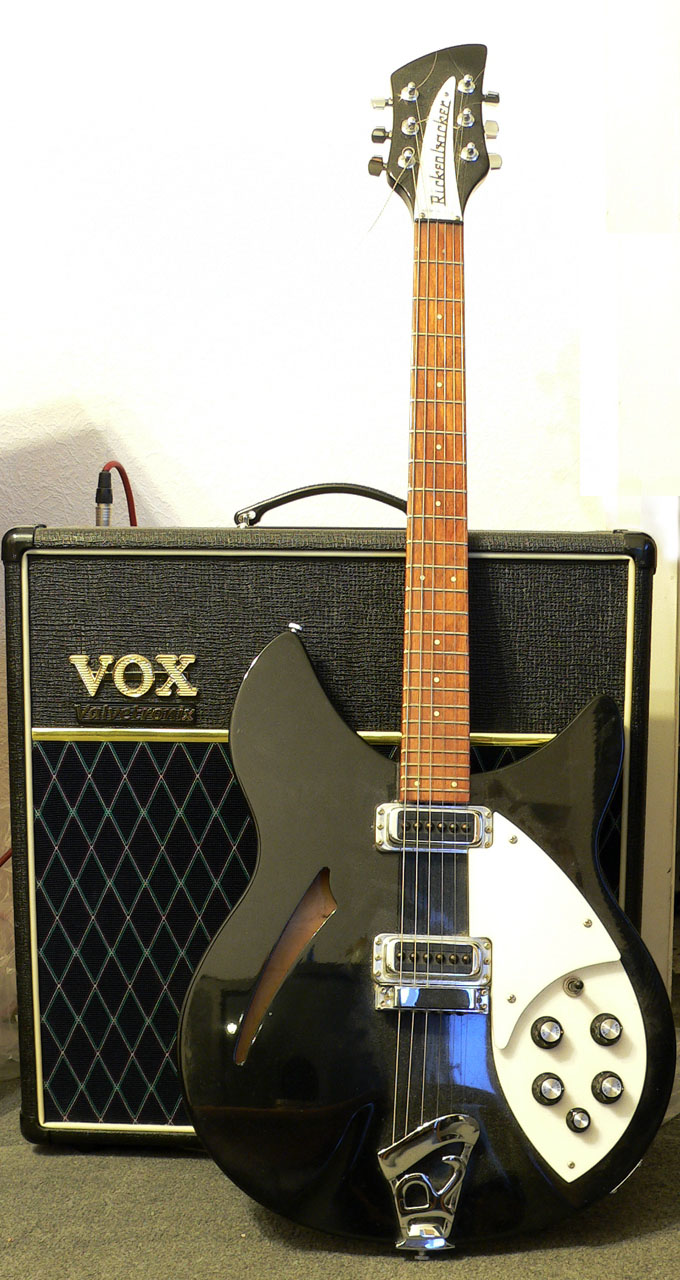
Rickenbacker 330JG

Rickenbacker, właśc. Rickenbacker International Corporation (RIC) – pierwszy na świecie producent gitar elektrycznych, z siedzibą w Santa Ana w Kalifornii. Korporacja rozwinięta z przedsiębiorstwa założonego w celu tworzenia i produkcji instrumentów całkowicie opartych na podzespołach elektronicznych oraz produkującego wzmacniacze elektroakustyczne. Przedsiębiorstwo założyli w 1931 roku Adolph Rickenbacker i George Beauchamp. Gitarę tej firmy posiadał m.in. John Lennon i George Harrison. Na gitarze basowej Rickenbackera grali m.in. Cliff Burton, Paul McCartney, Geddy Lee i Lemmy Kilmister.